# جيم غريفيثز
جيم غريفيثز (13 يونيو 1949 في المملكة المتحدة - ) (بالإنجليزية: Jim Griffiths)‏ هو لاعب كريكت بريطاني. لعب مع نادي مقاطعة نورثامبتونشير للكريكت ‏.

## وصلات خارجية
- جيم غريفيثز على موقع إي آس بي آن كريك إنفو (الإنجليزية)